# Saint-Clar
Saint-Clar är en kommun i departementet Gers i regionen Occitanien i sydvästra Frankrike. Kommunen ligger i kantonen Saint-Clar som tillhör arrondissementet Condom. År 2022 hade Saint-Clar 1 052 invånare.

## Befolkningsutveckling
Antalet invånare i kommunen Saint-Clar
Referens:INSEE